# Robbie Earle
Robert Fitzgerald "Robbie" Earle MBE (Newcastle-under-Lyme, 27 januari 1965) is een uit Engeland afkomstig Jamaicaans voormalig voetballer. Earle was een offensieve middenvelder. Hij ging de boeken in als maker van het eerste Jamaicaanse doelpunt ooit op het WK voetbal.

## Clubcarrière
Earle heeft voor amper twee clubs gespeeld gedurende zijn carrière als profvoetballer: vierdeklasser Port Vale (1982–1991) en eersteklasser Wimbledon (1991–2000). Earle maakte de volledige periode van Wimbledon door in de Premier League en werd aanvoerder van de teloorgegane Londense club na het vertrek van John Scales naar Liverpool in 1994 en dat van Vinnie Jones naar QPR in 1998. Earle is uitgegroeid tot een boegbeeld van de club die nu voortleeft als de nieuwe club AFC Wimbledon.

### Port Vale
Earle was afkomstig uit de jeugdwerking van Stoke City, maar werd doorgestuurd. In 1982, het jaar waarin hij afscheid nam van Stoke, debuteerde hij in het shirt van Port Vale. Hij speelde met de club een seizoen in de Football League Third Division (1983–1984), echter degradeerde men weer naar de Football League Fourth Division. Hierin werd alsmaar duidelijker dat Earle een hoger niveau aankon. Earle geldt als een van de beste spelers uit de clubgeschiedenis van Port Vale.
Earle heeft gedurende de periode van 9 seizoenen 357 maal voor The Valiants gespeeld en maakte 90 doelpunten.

### Wimbledon
Wimbledon nam hem in 1991 over van Port Vale voor de som van £ 775.000,-  en Earle werd meteen een vaste waarde in de Football League First Division (1991–1992).
Earle was bij Wimbledon ploeggenoot van onder anderen Vinnie Jones, John Fashanu, Marcus Gayle, Dean Holdsworth, Jason Euell, Efan Ekoku en Lawrie Sanchez. Hij was een leidersfiguur en een technisch vaardig box-to-box-type met loopvermogen die vlot de weg naar doel vond. In de jaren negentig was Wimbledon vanaf de oprichting van de competitie in 1992 een stabiele Premier League-club, maar gaandeweg namen de resultaten een duik. Nochtans was het eerste seizoen van Earle turbulent, met niet minder dan drie managers: Ray Harford, Peter Withe en uiteindelijk de Ier Joe Kinnear. Niettemin scoorde hij 14 keer in 1991/92. Vooral de entree van Kinnear betekende dat Earle floreerde op het middenveld. Kinnear bleef zeven jaar lang zijn coach. In het eerste seizoen van de Premier League scoorde Earle zeven keer voor Wimbledon, waaronder tegen Liverpool op 26 september 1992. Het daaropvolgende seizoen scoorde hij negen doelpunten. 1994/95 werd ontsierd door blessures. Earle werd uitgeroepen tot Premier League Player of the Month in februari 1997.
Earle voorkwam een degradatie met Wimbledon in 1996/97 en 1997/98. Beide malen werd men vijftiende op twintig clubs. Vooral Southampton was gespecialiseerd in 'door het oog van de naald kruipen'. Hij zette medio november 2000 een punt achter zijn profcarrière vanwege voortdurend blessureleed. Earle speelde 244 competitiewedstrijden voor Wimbledon, waarin hij 59 maal scoorde. Zijn pensioen wordt door Engelse fans in één adem genoemd met het einde van de Crazy Gang, de bijnaam van de generatie onverzettelijke en beenharde spelers van Wimbledon – met als uithangbord huidig filmacteur Vinnie Jones.
Wimbledon degradeerde in 1999/2000 uit de Premier League. Tijdens de laatste campagne moest Wimbledon het meestal zonder de (te) vaak geblesseerde Earle stellen en daarnaast droeg het ook psychologisch de gevolgen van een hartaanval bij Joe Kinnear in maart 1999. Kinnear legde zijn functie als trainer om gezondheidsredenen neer. In de Engelse pers betreurde men het degraderen van de club waar Earle een boegbeeld werd. Men was erbij geweest vanaf de oprichting van de Premier League. De club had door de jaren heen een gerespecteerde status afgedwongen, die was komen te ontstaan na de FA Cup-winst van 1988. Men speelde bovendien sinds 1986 in de hoogste afdeling – toen nog de First Division. The Guardian gaf op 15 mei 2000 toe: "We zullen de eindeloze vechtlust van Wimbledon hard missen."
Earle's pensioen was bizar genoeg te wijten aan een maagblessure, wat maar zelden voorkomt. Op 8 november 2000 maakte Earle zijn pensioen bekend. Hij coachte toen al de reserveploeg.

## Interlandcarrière
Robbie Earle speelde acht interlands in het Jamaicaans voetbalelftal, hoewel hij vergeefs hoopte voor het Engels voetbalelftal te worden opgeroepen. Earle plaatste zich met Jamaica voor het WK 1998 te Frankrijk. Op dat WK, het allereerste voor Jamaica, maakte Earle naast het eerste doelpunt voor Jamaica op een wereldkampioenschap ook zijn enige goal voor het land. Earle scoorde op 14 juni 1998 in de groepsfase tegen Kroatië in het Stade Félix Bollaert. Jamaica verloor met 3–1. Hij speelde eveneens de overige groepswedstrijden mee, tegen Argentinië (5–0 verlies) en Japan (2–1 winst).

## Mediacarrière
Na zijn actieve carrière werd Earle voetbalanalist voor onder meer BBC, ESPN, ITV en Sky Sports. Hij werd op 16 juni 2010 door ITV, tijdens het WK 2010, ontslagen nadat bekend werd dat hij tickets verkocht voor de wedstrijd Nederland-Denemarken. In maart 2011 werd Earle huisanalist in de Verenigde Staten, voor Major League Soccer-club Portland Timbers.